# Élections sénatoriales de 1998 dans le Cantal
Les élections sénatoriales dans le Cantal ont eu lieu le dimanche 27 septembre 1998. 
Elles ont eu pour but d'élire les sénateurs représentant le département au Sénat pour un mandat de neuf années.

## Contexte départemental
Lors des élections sénatoriales du 24 septembre 1989 dans le Cantal, deux sénateurs RPR ont été élus, Roger Besse et Roger Rigaudière.
Depuis, tous les effectifs du collège électoral des grands électeurs ont été renouvelés, avec les élections législatives françaises de 1997, les élections régionales françaises de 1998, les élections cantonales de 1994 et 1998 et les élections municipales françaises de 1995.

## Sénateurs sortants
| Sénateur | Sénateur         | Parti | Fonctions lors de l'élection en 1989                            |
| -------- | ---------------- | ----- | --------------------------------------------------------------- |
|          | Roger Besse      | RPR   | Président du conseil général, maire d'Ydes                      |
|          | Roger Rigaudière | RPR   | Conseiller régional, conseiller général, maire de Saint-Chamant |

## Présentation des candidats
Les nouveaux représentants sont élus pour une législature de 9 ans au suffrage universel indirect par les 534 grands électeurs du département. 
Dans le Cantal, les sénateurs sont élus au scrutin majoritaire à deux tours.
| Candidats | Candidats         | Parti | Principale fonction                                           |
| --------- | ----------------- | ----- | ------------------------------------------------------------- |
|           | Roger Destannes   | PS    | Maire d'Arpajon-sur-Cère                                      |
|           | Pierre Champagnac | PS    | Maire de Fontanges                                            |
|           | Pierre Jarlier    | UDF   | Conseiller général, maire de Saint-Flour                      |
|           | Roger Rigaudière  | RPR   | Sénateur sortant, conseiller régional, maire de Saint-Chamant |
|           | Roger Besse       | RPR   | Sénateur sortant, président du conseil général, maire d'Ydes  |
|           | Paul Bardot       | FN    |                                                               |

## Résultats
| Candidat et parti politique | Candidat et parti politique | Candidat et parti politique | Premier tour | Premier tour | Second tour | Second tour |
| Candidat et parti politique | Candidat et parti politique | Candidat et parti politique | Voix         | %            | Voix        | %           |
| --------------------------- | --------------------------- | --------------------------- | ------------ | ------------ | ----------- | ----------- |
|                             | Roger Besse                 | RPR                         | 227          | 42,91        | 232         | 44,27       |
|                             | Roger Rigaudière            | RPR                         | 227          | 42,91        | 211         | 40,27       |
|                             | Pierre Jarlier              | UDF                         | 223          | 42,16        | 303         | 57,82       |
|                             | Roger Destannes             | PS                          | 178          | 33,65        | 179         | 34,16       |
|                             | Pierre Chamapgnac           | PS                          | 118          | 22,31        | Retrait     | Retrait     |
|                             | Paul Bardot                 | FN                          | 7            | 1,32         | Retrait     | Retrait     |
|                             |                             |                             |              |              |             |             |
| Inscrits                    | Inscrits                    | Inscrits                    | 534          | 100,00       | 534         | 100,00      |
| Abstentions                 | Abstentions                 | Abstentions                 | 2            | 0,37         | 1           | 0,19        |
| Votants                     | Votants                     | Votants                     | 532          | 99,63        | 533         | 99,81       |
| Blancs et nuls              | Blancs et nuls              | Blancs et nuls              | 3            | 0,56         | 9           | 1,69        |
| Exprimés                    | Exprimés                    | Exprimés                    | 529          | 99,44        | 524         | 98,31       |